# 艾因贝达
艾因贝达（阿拉伯语：‎）是阿尔及利亚乌姆布瓦吉省的一座城市。